# Bagha Kagan

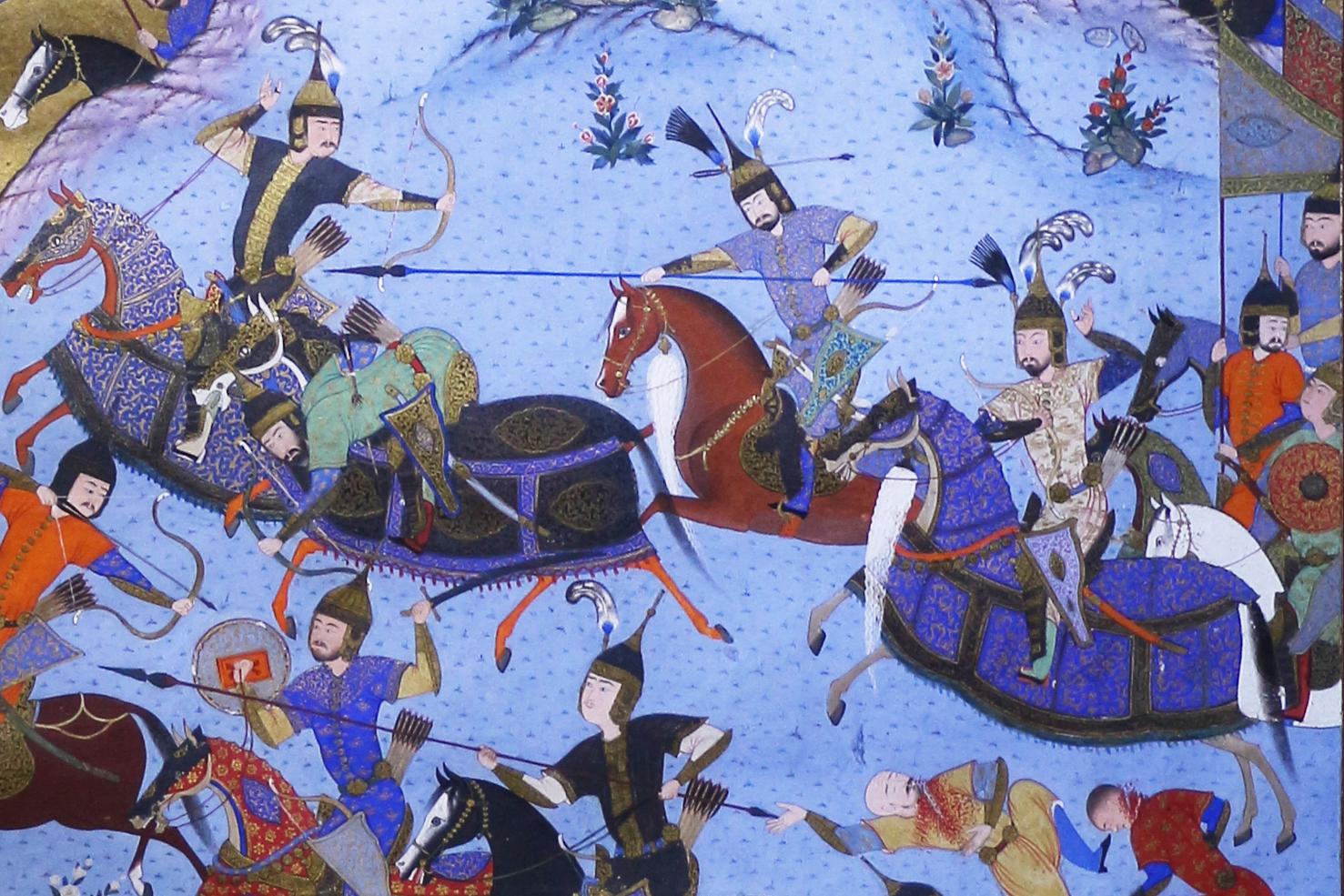
Ein Bild von Shahnameh, das die Kämpfe zwischen Bahram Tschobin und Bagha Kagan darstellt.

Bagha Kagan war der siebte Herrscher des Ersten Türk-Kaganats. Er regierte das Reich zwischen 587 und 589. Während des persisch-türkischen Krieges wurde er vom persischen Kommandanten Bahram Tschobin mit einem Pfeil getötet. In den chinesischen Quellen ist er als Chǔluóhóu (处罗侯) bekannt. Bei den persischen Quellen war er als Šāwa (شاوه), Sāva (ساوه) oder Sāba (سابه) bekannt.